# 1925년 전국체육대회 축구
1925년 전국체육대회 축구는 일제강점기 조선 경성부에서 개최된 1925년 전국체육대회의 경기 종목이다. '제6회 전조선축구대회'로 개최되었으며 1925년 4월 28일부터 4월 30일까지 배재고등보통학교 운동장에서 개최되었다.

## 대회 진행
제6회 전조선축구대회는 1925년 4월 28일부터 사흘간 일제강점기 조선 경성부에 있는 배재고등보통학교 운동장에서 개최되었다. 전문부와 청년부 종목에서는 5원의 참가비를 받았으며, 중학부는 3원의 참가비를 받았다. 반면, 소학부 종목에서는 참가비를 받지 않았다.
소학부에는 공옥, 숭덕, 광성 등 3개 선수단이 참가했고, 중학부에는 고창고등보통학교, 협성실업학교, 송도고등보통학교, 경신학교, 중앙청년학관, 배재고등보통학교, 북청고등보통학교, 숭덕중학, 보성고등보통학교 등 9개 선수단이 참가했다. 전문부에는 보성전문학교, 숭실대학, 연희전문학교, 수원고등농업학교, 세브란스의학전문학교, 법정대학, 법학전문학교 등 7개 선수단이 참가했고, 청년부에는 고려구락부, 조선축구단 등 2개 선수단이 참가했다.
소학부 종목 결승에서는 숭덕학교가 광성학교를 2:1로 이기며 우승을 차지했고, 중학부에서는 배재고등보통학교가 결승에서 경신학교를 3:0으로 이기며 우승을 차지했다. 전문부에서는 연희전문이 숭실대학을 상대로 득점 없이 비긴 뒤 연장전에서 6:2로 이기며 우승을 하였고, 청년부 종목에서는 조선축구단이 고려구락부를 3:2로 이기며 우승을 차지했다.

## 경기 결과

### 소학부
|  | 준결승        | 준결승        |               |   | 결승 | 결승 |
|  |               |               |               |   |      |      |
|  |               |               |               |   |      |      |
|  |               |               |               |   |      |      |
|  | 평양 숭덕학교 | 3             |               |   |      |      |
|  | 평양 숭덕학교 | 3             |               |   |      |      |
|  | 경성 공옥학교 | 0             |               |   |      |      |
|  | 경성 공옥학교 | 0             | 평양 숭덕학교 | 2 |      |      |
|  |               |               | 평양 숭덕학교 | 2 |      |      |
|  |               | 평양 광성학교 | 1             |   |      |      |
|  | 평양 광성학교 | 평양 광성학교 | 1             |   |      |      |
|  |               |               |               |   |      |      |
|  | 부전승        |               |               |   |      |      |
|  |               |               |               |   |      |      |

### 중학부
|  | 준결승           | 준결승           |          |   | 결승 | 결승 |
|  |                  |                  |          |   |      |      |
|  |                  |                  |          |   |      |      |
|  |                  |                  |          |   |      |      |
|  | 경신학교         | 4                |          |   |      |      |
|  | 경신학교         | 4                |          |   |      |      |
|  | 송도고등보통학교 | 1                |          |   |      |      |
|  | 송도고등보통학교 | 1                | 경신학교 | 0 |      |      |
|  |                  |                  | 경신학교 | 0 |      |      |
|  |                  | 배재고등보통학교 | 3        |   |      |      |
|  | 배재고등보통학교 | 배재고등보통학교 | 3        | 2 |      |      |
|  | 배재고등보통학교 |                  |          | 2 |      |      |
|  | 청년학관         | 1                |          |   |      |      |
|  | 청년학관         | 1                |          |   |      |      |

### 전문부
|  | 준결승       | 준결승       |              |   | 결승 | 결승 |
|  |              |              |              |   |      |      |
|  |              |              |              |   |      |      |
|  |              |              |              |   |      |      |
|  | 연희전문학교 | 5            |              |   |      |      |
|  | 연희전문학교 | 5            |              |   |      |      |
|  | 법정학교     | 0            |              |   |      |      |
|  | 법정학교     | 0            | 연희전문학교 | 6 |      |      |
|  |              |              | 연희전문학교 | 6 |      |      |
|  |              | 숭실전문학교 | 2            |   |      |      |
|  | 숭실전문학교 | 숭실전문학교 | 2            | 5 |      |      |
|  | 숭실전문학교 |              |              | 5 |      |      |
|  | 법학전문학교 | 0            |              |   |      |      |
|  | 법학전문학교 | 0            |              |   |      |      |

### 청년부
| 결승 |            |   |  |  |  |  |
|      |            |   |  |  |  |  |
|      |            |   |  |  |  |  |
|      | 조선축구단 | 3 |  |  |  |  |
|      | 고려구락부 | 2 |  |  |  |  |

## 참고 문헌
- 대한체육회 (1990). 《대한체육회 70년사》.
- 대한체육회 (2011). 《대한체육회 90년사》.
- “제6회 전국체육대회 축구 경기 결과”. 대한체육회.[깨진 링크(과거 내용 찾기)]
- “朝鮮體育會(조선체육회)의 蹴球(축구)씨슨 四月(사월)로變更(변경)”. 조선일보. 1925년 1월 16일.
- “今年運動界(금년운동계) 『씨슨』開幕(개막)”. 조선일보. 1925년 2월 7일.
- “第六回全朝鮮蹴球大會(제육회전조선축구대회)”. 동아일보. 1925년 2월 7일.
- “全朝鮮蹴球會(전조선축구회)”. 조선일보. 1925년 2월 20일.
- “第六回蹴球大會(제육회축구대회)”. 동아일보. 1925년 2월 20일.
- “蹴球準備委員會(축구준비위원회)”. 조선일보. 1925년 4월 2일.
- “第六回全朝鮮(제육회전조선) 蹴球大會(축구대회)”. 조선일보. 1925년 4월 9일.
- “蹴球大會(축구대회)와 規定變更(규정변경)”. 조선일보. 1925년 4월 12일.
- “蹴球大會(축구대회)”. 동아일보. 1925년 4월 14일.
- “蹴球大會(축구대회)”. 동아일보. 1925년 4월 17일.
- “蹴球大會(축구대회)”. 동아일보. 1925년 4월 19일.
- “第六囬全朝鮮(제육회전조선) 蹴球大會(축구대회)”. 동아일보. 1925년 4월 21일.
- “第六回(제육회) 全朝鮮(전조선) 蹴球大會(축구대회)”. 동아일보. 1925년 4월 21일.
- “臨迫(임박)한蹴球會(축구회)의 綱領(강령)과規定一部(규정일부)”. 조선일보. 1925년 4월 22일.
- “第六回(제육회) 蹴球大會任員(축구대회임원)”. 동아일보. 1925년 4월 26일.
- “六回蹴球大會(육회축구대회) 抽籤今日(추첨금일)”. 동아일보. 1925년 4월 27일.
- “臨迫(임박)한 蹴球大會(축구대회)”. 조선일보. 1925년 4월 27일.
- “蹴球大會(축구대회)의 抽籤結果(추첨결과) 參加二十三團(참가이십삼단)”. 조선일보. 1925년 4월 28일.
- “北(북)으로北靑(북청)·南(남)으로固城(고성) 參加二十二團(참가이십이단) 今日(금일)부터全朝鮮蹴球大會(전조선축구대회)”. 동아일보. 1925년 4월 28일.
- “培材軍連勝(배재군연승)”. 조선일보. 1925년 4월 28일.
- “今日第六回(금일제육회) 全朝鮮蹴球大會(전조선축구대회)”. 동아일보. 1925년 4월 29일.
- “滿都市民(만도시민)의歡聲裏(환성리)에 開幕(개막)된蹴球大會(축구대회) 朝鮮體育會主催(조선체육회주최) 東亞日報社後援(동아일보사후원) 蹴球大會(축구대회)【第一日(제일일)】”. 동아일보. 1925년 4월 29일.
- “盛况(성황)을이루운 蹴球大會(축구대회) 培材球場(배재구장)애서”. 조선일보. 1925년 4월 29일.
- “第六回蹴球(제육회축구) 優聯(우련)은어데로!”. 조선일보. 1925년 4월 29일.
- “◇성리를다투는용사(개막된축구대회)”. 조선일보. 1925년 4월 29일.
- “蹴球大會(축구대회)의 初日壯觀(초일장관) 開場式(개장식)과經過(경과)”. 조선일보. 1925년 4월 29일.
- “必勝(필승)을期(기)하는 蹴球戰績(축구전적) 中學團二勝軍(중학단이승군)”. 조선일보. 1925년 4월 30일.
- “今日第六回(금일제육회) 全朝鮮蹴球大會(전조선축구대회)”. 동아일보. 1925년 4월 30일.
- “龍攘虎搏(용양호박)의壯觀(장관)!第二回豫選戰(제이회예선전)”. 동아일보. 1925년 4월 30일.
- “第二日戰績續(제이일전적속) 豫選終了(예선종료)”. 조선일보. 1925년 5월 1일.
- “衝天動地(충천동지)의氣勢(기세) 乘勝長驅(승승장구)의勇姿(용자) 朝鮮體育會主催東亞日報社後援蹴球大會(조선체육회주최동아일보사후원축구대회) 【第三日(제삼일)】”. 동아일보. 1925년 5월 1일.
- “極度(극도)로緊張(긴장)된 决勝戰績(결승전적)”. 조선일보. 1925년 5월 1일.
- “결승!결승!축구대회최종일”. 동아일보. 1925년 5월 1일.
- “鮮銀(선은)의利下(이하)”. 동아일보. 1925년 5월 2일.
- “壯嚴(장엄)한優勝旗授與式(우승기수여식)”. 동아일보. 1925년 5월 2일.
- “最後一刻(최후일각)의决勝戰(결승전) 優勝旗(우승기)는어데로! 朝鮮體育會(조선체육회) 主催東亞日報社後援(주최동아일보사후원) 第六回蹴球大會(제육회축구대회)”. 동아일보. 1925년 5월 2일.